# Mastacembelus polli
Mastacembelus polli és una espècie de peix pertanyent a la família dels mastacembèlids.

## Descripció
- Fa 14 cm de llargària màxima.
- 229 espines i 68-87 radis tous a l'aleta dorsal.
- 2 espines i 70-98 radis tous a l'anal.
- Nombre de vèrtebres: 72-84.[4]

## Hàbitat
És un peix d'aigua dolça, demersal i de clima tropical.

## Distribució geogràfica
Es troba a Àfrica: el llac Tanganyika.

## Observacions
És inofensiu per als humans.